# Verdadeira grandeza
A verdadeira grandeza é um termo utilizado em geometria descritiva, para representar a dimensão real de um ente geométrico. Distâncias, ângulos e áreas podem ter as suas verdadeiras grandezas obtidas caso as entidades estejam paralelas a um plano de projeção. Processos como rotação e mudança de plano de projeção (ou dupla mudança) permitem determinar a verdadeira grandeza.

## Perspectiva cônica
Em perspectiva cônica apenas os objetos no quadro estão em verdadeira grandeza. Embora objetos paralelos ao quadro não fiquem deformados na sua forma, o seu tamanho diminui devido ao distanciamento do observador.

## Ligações
Wikiversidade-Aula sobre Verdadeira Grandeza